# George Tobias
George Tobias (Nueva York; 14 de julio de 1901 – Los Ángeles; 27 de febrero de 1980) fue un actor estadounidense recordado por su papel de Abner Kravitz en la serie de televisión Hechizada.

## Biografía
Era judío, de familia en Nueva York, comenzó su carrera en el Pasadena Playhouse de Pasadena, California. Luego pasó varios años en grupos de teatro antes de pasar a Broadway y, eventualmente, a Hollywood. 
En 1939, Tobias firmó con Warner Brothers, donde interpretó varios papeles, muchas veces junto a James Cagney, en películas como Yankee Doodle Dandy (1942), así como también junto a Gary Cooper en Sargento York (1941) y a James Stewart en Música y lágrimas (1954). Posteriormente llegaría a ser famoso en la década de 1960 interpretando a Abner Kravitz en la sitcom televisiva, en la que, junto con Gladys Kravitz (Alice Pearce) eran los vecinos de enfrente de Darrin y Samantha Stephens Hechizada.

### Vida personal
George Tobias nunca se casó y se retiró en 1977 después de aparecer como actor invitado en la secuela de Hechizada, Tabitha, donde interpretó el mismo papel que interpretaba junto a Elizabeth Montgomery.

### Muerte
El 27 de febrero de 1980, Tobias murió de cáncer de vejiga a la edad de 78 años en Los Ángeles, California.

## Trivia
El coche fúnebre que contenía su cuerpo fue robado en el camino a la morgue. El conductor se bajó para hablar con alguien, y los vándalos robaron el coche. Tras conducir cosa de un kilómetro y medio, se dieron cuenta de que el cuerpo de Tobias estaba en el asiento trasero del coche y huyeron. Está enterrado en Mount Carmel Cementery, Glendale, Queens County, Nueva York.